# ثرزبی
ثرزبی (به انگلیسی: Thursby) یک روستا و محله مدنی در بریتانیا است که در الیردال واقع شده‌است. ثرزبی ۱٬۲۱۶ نفر جمعیت دارد.